# Bąki (województwo łódzkie)
Bąki – wieś w Polsce położona w województwie łódzkim, w powiecie poddębickim, w gminie Zadzim.
W skład sołectwa Bąki wchodzi także wieś Zaborów.
W latach 1975–1998 miejscowość administracyjnie należała do województwa sieradzkiego.